# Ahold Delhaize
Koninklijke Ahold Delhaize NV, maar uitgedragen als Ahold Delhaize is een private multinational onder Nederlands recht van Belgisch-Nederlandse oorsprong die winkelketens, waaronder supermarkten, exploiteert in Europa, de Verenigde Staten en Indonesië.

## Activiteiten
Met zo'n 400.000 medewerkers in 7700 winkels behaalde het bedrijf in 2023 een omzet van 89 miljard euro. Ahold Delhaize heeft het hoofdkantoor in Nederland.
De Verenigde Staten is als markt verantwoordelijk voor 60% van de jaaromzet, Europa voor 40%. Binnen Europa is de groep actief in Nederland, Belgie, Luxemburg, Tsjechië, Servië, Roemenië en Griekenland. Ahold Delhaize heeft joint ventures in Portugal en Indonesie. De bijdrage van de regio's aan de bedrijfsresultaten zijn grotendeels in lijn met de omzetbijdrage. Gerekend in voltijdsbanen werken er in 2023 zo’n 232.000 mensen in de Verenigde Staten en 173.000 in Europa.
De aandelen in het bedrijf worden breed gehouden en er zijn geen significante grootaandeelhouders.

### Resultaten
| Jaar      | Omzet (×€ miljard) | Netto-resultaat (×€ miljoen) | Vestigingen | Werknemers |
| --------- | ------------------ | ---------------------------- | ----------- | ---------- |
| 2016 (pf) | 62,3               | 1078                         | 6556        | 370.000    |
| 2017      | 62,9               | 1817                         | 6637        | 369.000    |
| 2018      | 62,8               | 1793                         | 6769        | 372.000    |
| 2019      | 66,3               | 1766                         | 6967        | 380.000    |
| 2020      | 74,7               | 1397                         | 7137        | 380.000    |
| 2021      | 75,6               | 2246                         | 7452        | 413.000    |
| 2022      | 87,0               | 2546                         | 7659        | 414.000    |
| 2023      | 88,6               | 1874                         | 7716        | 402.000    |

### Merken en formats per land
Overzicht van alle Ahold-Delhaize ketens en winkels anno 2024.
| Land             | Keten                  | Aantal winkels |
| Nederland        | Albert Heijn           | 1268           |
| Nederland        | Etos                   | 523            |
| Nederland        | Gall & Gall            | 628            |
| Nederland        | Bol                    | 0              |
| België           | Albert Heijn           | 80             |
| België           | Delhaize               | 818            |
| Tsjechië         | Albert                 | 340            |
| Griekenland      | Alfa-Beta              | 585            |
| Griekenland      | ENA                    | 14             |
| Indonesië        | Super Indo             | 180            |
| Roemenië         | Mega Image             | 977            |
| Roemenië         | Profi                  | 1808           |
| Servië           | Maxi (Delhaize Serbia) | 529            |
| Verenigde Staten | Food Lion              | 1108           |
| Verenigde Staten | The Giant Company      | 193            |
| Verenigde Staten | Giant Food             | 165            |
| Verenigde Staten | Hannaford              | 187            |
| Verenigde Staten | Stop & Shop            | 395            |
| Totaal           |                        | 9798           |

## Geschiedenis

### Fusie Ahold en Delhaize
Op 24 juni 2015 werd bekendgemaakt dat Delhaize Groep en Koninklijke Ahold NV ging fuseren. Ahold Delhaize is in 2016 ontstaan, waarbij de oud-aandeelhouders van Ahold 61% van de aandelen van de combinatie kreeg en die van Delhaize 39%. De nieuwe combinatie mocht ook na de fusie het predicaat Koninklijke blijven dragen. De eerste topman werd Dick Boer. Op 1 juli 2018 werd hij opgevolgd door Frans Muller.
Op 14 maart 2016 stemden de aandeelhouders van Ahold en Delhaize in met de voorgenomen fusie. Na het samengaan ontstond een supermarktconcern dat in Europa qua grootte de vierde plek innam en in de VS de vijfde plek.
Het fusiebesluit was onder voorbehoud van toestemming van de verschillende relevante toezichthouders. Op 15 maart 2016 kwam de voorwaardelijke Belgische instemming. Men eiste daarbij de verkoop van acht Albert Heijn-winkels en vijf franchisewinkels van Delhaize. Op 22 juni 2016 kwam de voorwaardelijke instemming van de Amerikaanse Federal Trade Commission (FTC). Zij eisten verkoop van 81 winkels, waarbij het nieuwe concern van plan was 86 winkels te verkopen.
De fusie werd in 2015 over het algemeen gezien als een overname door het grotere Ahold. Ook werd de retailervaring en expertise van Dick Boer als pre genoemd om de integratie tot een succes te maken. Door te kiezen voor een fusie van gelijken met de naam AholdDelhaize, is het holding label Ahold overleden. Delhaize is als winkelmerk in de Belgische markt blijven bestaan.  

### Ahold Delhaize
Op 30 oktober 2023 maakte Ahold Delhaize de koop bekend van de Roemeense supermarktketen Profi Rom Food SRL (Profi). De huidige eigenaar, het Europese investeringsfonds MidEuropa, is bereid Profi te verkopen voor 1,3 miljard euro. Ahold Delhaize heeft 969 winkels van de keten Mega Image in Roemenië en daar komen er 1654 winkels van Profi bij. Profi behaalde een jaaromzet van zo'n 2,5 miljard euro. De mededingingsautoriteiten gaven toestemming, waarmee de overname op 3 januari 2025 een feit werd.

### Antidemocratische donatie
Ahold Delhaize, waarbij Ahold (Albert Heijn) in Nederland is aangesloten, gaf in de periode 2021-2024 financiële steun aan Amerikaanse Congresleden die de verkiezingsuitslag van 2020 niet erkenden. De donatie bedroeg 20.500 dollar en werd gedaan binnen een half jaar na de bestorming van het Amerikaanse Capitool in 2021. Dergelijke donaties gaan doorgaans via een PAC (Political Action Committee).

## Datadiefstal
Eind november 2024 werd Ahold gehacked door waarschijnlijk een Russische hackgroep, genaamd INC. Bij deze hack zijn mogelijk persoonsgegevens uit de administratie van de dochterondernemingen Albert Heijn, Etos en Gall & Gall buitgemaakt. Het zou dan voornamelijk gaan om gegevens van personeel dat in 2021 op de loonlijst stond. Het onderzoek ernaar werd na de bekendwording in april 2025 door een woordvoerder van Ahold "complex en tijdrovend" genoemd.